# Saksaywaman
Saksaywaman (spansk skrivemåde: Sacsayhuamán) er en ceremoniel fæstning fra Inkariget på en høj to kilometer nord for den peruanske by Cusco, inkaernes tidligere hovedstad. Den består af høje vægge bygget af polerede sten, nogle meget store, som blev sat sammen uden nogen form for mørtel. På inkaernes tid havde Cusco form som en stor puma, hvis man så den fra luften. Saksaywaman udgjorde hovedet på pumaen, og væggene går derfor i zag-zag, for at ligne pumaens knurhår. Komplekset blev påbegyndt under Pachacutis styre i 1400-tallet, og blev afsluttet under Huayna Capac i 1500-tallet.
Stedet bruges i dag til at fejre Inti Rami, inkaernes solfest, hvert år ved vintersolhverv 24. juni.
Navnet Saksaywaman er quechua og betyder "stedet hvor ørnen mættes".
Stedet står på UNESCO's Verdensarvsliste.